# Пасуш-де-Феррейра (футбольний клуб)
Футбольний клуб «Па́суш-де-Ферре́йра» (порт. «Futebol Clube Paços de Ferreira») — португальський футбольний клуб з однойменного міста. Заснований 1950 року.

## Історія
Клуб заснований в 1950 році в місті Пасуш-де-Феррейра, Порту. Протягом багатьох років, ще до створення професійного клубу, «Пасуш-де-Феррейра» існував у вигляді аматорського клубу, члени якого пізніше ухвалили рішення перейти на більш високий рівень.
Протягом 7 років, з 1950 по 1957 рік, «Пасуш-де-Феррейра» виступав у третьому регіональному дивізіоні і не раз ставав чемпіоном. У 1962 році клуб остаточно завершив дизайн своєї символіки, розмістивши на прапорі хрест, який використовується в офіційній емблемі.
Сезон-2006/07 «Пасуш-де-Феррейра» закінчив на 6-му місці, отримавши можливість кваліфікуватися в Кубок УЄФА. Однак нідерландський клуб «АЗ» не дав можливості команді з Португалії пройти далі.

## Виступи в єврокубках
| Сезон   | Змагання            | Раунд                        | Суперник              | Вдома | На виїзді | В сукупності |
| ------- | ------------------- | ---------------------------- | --------------------- | ----- | --------- | ------------ |
| 2007–08 | Кубок УЄФА          | Перший раунд                 | АЗ                    | 0–1   | 0–0       | 0–1          |
| 2009–10 | Ліга Європи УЄФА    | Другий кваліфікаційний раунд | Зімбру                | 1–0   | 0–0       | 1–0          |
| 2009–10 | Ліга Європи УЄФА    | Третій кваліфікаційний раунд | Бней-Єгуда            | 0–1   | 0–1       | 0–2          |
| 2013–14 | Ліга чемпіонів УЄФА | Раунд плей-оф                | Зеніт Санкт-Петербург | 1–4   | 2–4       | 3–8          |
| 2013–14 | Ліга Європи УЄФА    | Група E                      | Фіорентіна            | 0–0   | 0–3       | 3-є місце    |
| 2013–14 | Ліга Європи УЄФА    | Група E                      | Дніпро                | 0–2   | 0–2       | 3-є місце    |
| 2013–14 | Ліга Європи УЄФА    | Група E                      | Пандурій              | 1–1   | 0–0       | 3-є місце    |